# Parga viridescens
Parga viridescens är en insektsart som beskrevs av Sjöstedt 1931. Parga viridescens ingår i släktet Parga och familjen gräshoppor. Inga underarter finns listade i Catalogue of Life.